# Aeginetia
- Commons
- Wikispecies

Aeginetia L. é um género botânico pertencente à família Orobanchaceae.

## Espécies
Composto por 28 espécies:
Aeginetia abbreviata Aeginetia acaulis Aeginetia aeginetia
Aeginetia boninensis Aeginetia capitata Aeginetia centronia
Aeginetia coccinea Aeginetia indica Aeginetia japonica
Aeginetia longiflora Aeginetia mairei Aeginetia mirabilis
Aeginetia mpomii Aeginetia multiflora Aeginetia pedunculata
Aeginetia rodgeri Aeginetia saccharicola Aeginetia saulierei
Aeginetia scortechinii Aeginetia sekimotoana Aeginetia selebica
Aeginetia sessilis Aeginetia siamensis Aeginetia sinensis
Aeginetia subacaulis Aeginetia trimenii Aeginetia wightii

## Classificação do gênero
| Sistema | Classificação                        | Referência               |
| ------- | ------------------------------------ | ------------------------ |
| Linné   | Classe Didynamia, ordem Angiospermia | Species plantarum (1753) |